# Далеко по соседству
«Далеко по соседству» (фр. Quartier lointain) — французский художественный фильм 2010 года, основанный на манге Дзиро Танигути Haruka-na machi e.

## Сюжет
Томас — художник, автор многих, ещё в недалёком прошлом, популярных комиксов. Ему за 50, дома его ждут любящие его жена и две дочки. Однажды, возвращаясь из поездки, Томас ошибся поездом и оказался в маленьком городке, затерянном в Альпах, где-то рядом со швейцарской границей, в городке, где он родился и вырос. Так как до следующего поезда оставалось ещё достаточно времени, Томас решил посетить могилу матери. На кладбище Томас теряет сознание, а когда приходит в себя, то оказывается в далёком 1967 году. Вот так, в теле четырнадцатилетнего подростка и с опытом взрослого мужчины, судьба предоставила ему ещё одну возможность встретить старых друзей, любимую сестру и ещё раз пережить первую школьную любовь. Томас понимает, что это его шанс остановить отца, который сорок лет назад бросил семью… Автор фильма посвятил эту историю своему отцу.

## В ролях
- Паскаль Греггори — Томас Верньяс
- Жонатан Заккаи — Брюно Верньяс
- Александра Мария Лара — Анна Верньяс
- Дзиро Танигути — камео